# موش صحرایی (فیلم ۱۹۳۸)
موش صحرایی (انگلیسی: The Rat) فیلمی در ژانر درام است که سال ۱۹۳۸ منتشر شد.